# Chamita, New Mexico
Chamita, New Mexico (енгл. Chamita) насељено је место без административног статуса у америчкој савезној држави Њу Мексико.

## Демографија
По попису из 2010. године број становника је 870.
| Група             | 2000.    | 2010.       |
| Белци             | 0 (0,0%) | 40 (4,6%)   |
| Афроамериканци    | 0 (0,0%) | 3 (0,3%)    |
| Азијати           | 0 (0,0%) | 0 (0,0%)    |
| Хиспаноамериканци | 0 (0,0%) | 727 (83,6%) |
| Укупно            | 0        | 870         |